# Elisabeth van Merheim
Elisabeth van Merheim was de dochter van Willem van Merheim en Agnes van Cronenborch.
Toen haar broer, Jan van Merheim, in 1439 overleed, werd zij erfvrouwe van Boxtel en Liempde.
Zij was reeds getrouwd geweest met Jan de Cock, die echter na enige tijd overleed. Daarop hertrouwde zij in 1430 met Hendrik (II) van Ranst. Deze stamde af van het geslacht Van Ranst, dat uit Ranst afkomstig was. Elisabeth en Hendrik hadden een zoon, namelijk Hendrik (III) van Ranst.
Toen Elisabeth de heerlijkheden Boxtel en Liempde erfde was haar echtgenoot Hendrik van Ranst reeds overleden en was zij opnieuw hertrouwd, nu met Walter Bau. Een probleem was ook de leenverheffing. Keizer Sigismund was in 1437 overleden en Elisabeth beweerde dat er nu geen keizer was, hoewel Sigismund in feite al was opgevolgd door Albrecht II. Niettemin vond leenverheffing nu plaats voor hertogin Johanna van Brabant. Nauwe banden met dit hertogdom, waarbinnen Boxtel een enclave vormde, speelden hier waarschijnlijk een grote rol.
Aldus was sprake van een leenbreuk met de Duitse keizer.
Toen Elisabeth in 1460 overleed, volgde Hendrik (III) van Ranst haar op en werd heer van Boxtel.